# Виа Валерия
Вижте пояснителната страница за други значения на Валерия.
Виа Валерия (на латински: Via Valeria) e древно римски път.
Пътят е построен през 307 пр.н.е. от цензорите Гай Юний Бубулк Брут и Марк Валерий Максим Корвин, между Рим, Тибур и Корфиниум (дн. Корфинио) и продължава в пътя Виа Тибуртина в североизточна посока. Започнал да се казва Via Tiburtina Valeria.
Втори път Via Valeria, Вия Валерия в Сицилия свързва Месина и Сиракуза.